# Невьяно-дельи-Ардуини
Невьяно-дельи-Ардуини (итал. Neviano degli Arduini) —  коммуна в Италии, располагается в регионе Эмилия-Романья, подчиняется административному центру Парма.
Население составляет 3728 человек, плотность населения составляет 36 чел./км². Занимает площадь 105 км². Почтовый индекс — 43024. Телефонный код — 0521.
Покровительницей коммуны считается святая Евфимия. Праздник ежегодно празднуется 16 сентября.